# Gustav Born
Gustav Jakob Born (Kępno, Província de Posen, 22 de abril de 1851 – Breslau, 6 de julho de 1900) foi um histologista, embriologista e autor alemão. Pai do físico Max Born.
Born nasceu em Kempen (Kępno), na província de Posen. Recebeu sua educação primária no ginásio de Görlitz, na Silésia prussiana, onde seu pai trabalhava como médico e ocupou o cargo de Kreisphysicus (médico do distrito), e depois estudou nas universidades de Wroclaw, Bonn, Estrasburgo e Berlim, graduando-se como médico em Breslau em 1876. No mesmo ano, foi nomeado assistente de patologista e privatdozent na Universidade de Wroclaw, e em 1877 patologista. Em 1886 foi eleito professor assistente, e em 1898 professor de histologia e anatomia comparada, na mesma universidade, posteriormente recebendo a prussiana Ordem da Águia Vermelha.
Foi casado duas vezes. Sua esposa Gretchen Kauffmann deu à luz Max (n. 11 de dezembro de 1882) e uma filha, Käthe (n. 5 de março de 1884), mas ela morreu no dia 29 de agosto de 1886. Casou pela segunda vez em 13 de setembro de 1891; sua segunda esposa, Bertha Lipstein, deu à luz outro filho, Wolfgang (n. 21 de outubro de 1892).
Diversas invenções técnicas, bem como novos métodos no domínio da microscopia e embriologia, fizeram com que seu nome tivesse destaque em sua vida. Entre eles estava um método para reproduzir e plasticamente ampliar pequenos objetos anatômicos e embriológicos, que foram descritos em Zeitschrift für Wissenschaftliche Mikroscopie, vol. v.

## Obras publicadas
- Ueber das Extremitätenskelett der Amphibien und Reptilien;
- Ueber die Nasenhöhle und den Thränennasengang bei Allen Wirbelthïeren von den Amphibien Aufwärts (this series of articles is published in Carl Gegenbauer's Morphologisches Jahrbuch, vols. i.-vii.);
- Beiträge zur Entwicklungsgeschichte des Säugethierherzens, in Archiv für Mikroscopische Anatomie, vol. xxxii.;
- Ueber die Derivate der Embryologischen Schlundbögen und Schlundspalten bei Säugethieren, ib. 1883;
- Beiträge zur Bastardirung Zwischen den Einheimischen Ameisenarten, in Pflüger's "Archiv für die Gesammte Physiologie," 1883;
- "Biologische Untersuchungen," part 1: "Ueber den Einfluss der Schwere auf das Froschei," in "Archiv für Mikroscopische Anatomie," 1885;
- "Biologische Untersuchungen," part 2; "Weitere Beiträge zur Bastardirung Zwischen den Einheimischen Ameisen," ib. 1886;
- "Ueber Druckversuche an Froscheiern," in "Anatomischer Anzeiger", 1893, viii,. Nos. 18, 19.
- "Ueber Verwachsungs-Versuche mit Amphibienlarven," Leipzig, 1897